# كلاي ووكر (مصور سينمائي)
كلاي ووكر (بالإنجليزية: Clay Walker)‏ هو مصور سينمائي أمريكي، ولد في 15 مارس 1968 في ممفيس في الولايات المتحدة.

## وصلات خارجية
- كلاي ووكر على موقع IMDb (الإنجليزية)
- كلاي ووكر على موقع قاعدة بيانات الفيلم (الإنجليزية)